# Imaginary Diseases
Albums de Frank Zappa
Halloween
(2003) Trance-Fusion
(2006)
Imaginary Diseases est un album posthume de Frank Zappa sorti le 13 janvier 2006. C'est un album live enregistré entre octobre 1972 et novembre 1972, avec l'orchestre Petit Wazoo.

## Liste de titres
1. Oddients — 1 min 13 s
2. Rollo — 3 min 20 s
3. Been to Kansas City in A-Minor — 10 min 13 s
4. Farther O'Blivion — 16 min 00 s
5. DC Boogie — 13 min 25 s
6. Imaginary Diseases — 9 min 44 s
7. Montreal — 9 min 10 s

## Musiciens
- Frank Zappa — conductor, guitar
- Tony Duran — slide guitar
- Malcolm McNab — trumpet
- Gary Barone — trumpet, flügelhorn
- Tom Malone — trumpet, trombone, tuba, piccolo, saxophone
- Bruce Fowler — trombone
- Glenn Ferris — trombone
- Earle Dumler — oboe, saxophone, sarrusophone
- Dave Parlato — bass
- Jim Gordon — drums

## Production
- Production : Frank Zappa
- Ingénierie : Barry Keene, Kerry McNabb, Michael Braunstein, Davey Moire
- Direction musicale : Frank Zappa
- Photos : Bernard Gardner & others
- Conception pochette : Gail Zappa